# 台湾叶荛花
台湾叶荛花（学名：Laplacea taiwanensis）为山茶科南美大头茶属的植物。分布在台湾等地。